# ناحیه ساراتوگا، شهرستان گراندی، ایلینوی
ناحیه ساراتوگا (به انگلیسی: Saratoga Township) یک منطقهٔ مسکونی در ایالات متحده آمریکا است که در شهرستان گراندی، ایلینوی واقع شده‌است. ناحیه ساراتوگا ۱۶۹ متر بالاتر از سطح دریا واقع شده‌است.